# 2905 Plaskett
2905 Plaskett è un asteroide della fascia principale. Scoperto nel 1982, presenta un'orbita caratterizzata da un semiasse maggiore pari a 2,8061870 au e da un'eccentricità di 0,0967897, inclinata di 8,90951° rispetto all'eclittica.
Stanti i suoi parametri orbitali, è considerato un membro della famiglia Gefion di asteroidi.
L'asteroide è dedicato agli astronomi canadesi John Stanley Plaskett e Harry Hemley Plaskett, rispettivamente padre e figlio.